# Acanthocinus campbelli
Acanthocinus campbelli är en skalbaggsart som beskrevs av J. Linsley Gressitt 1937. Acanthocinus campbelli ingår i släktet Acanthocinus och familjen långhorningar. Inga underarter finns listade i Catalogue of Life.